# Школа грамоти

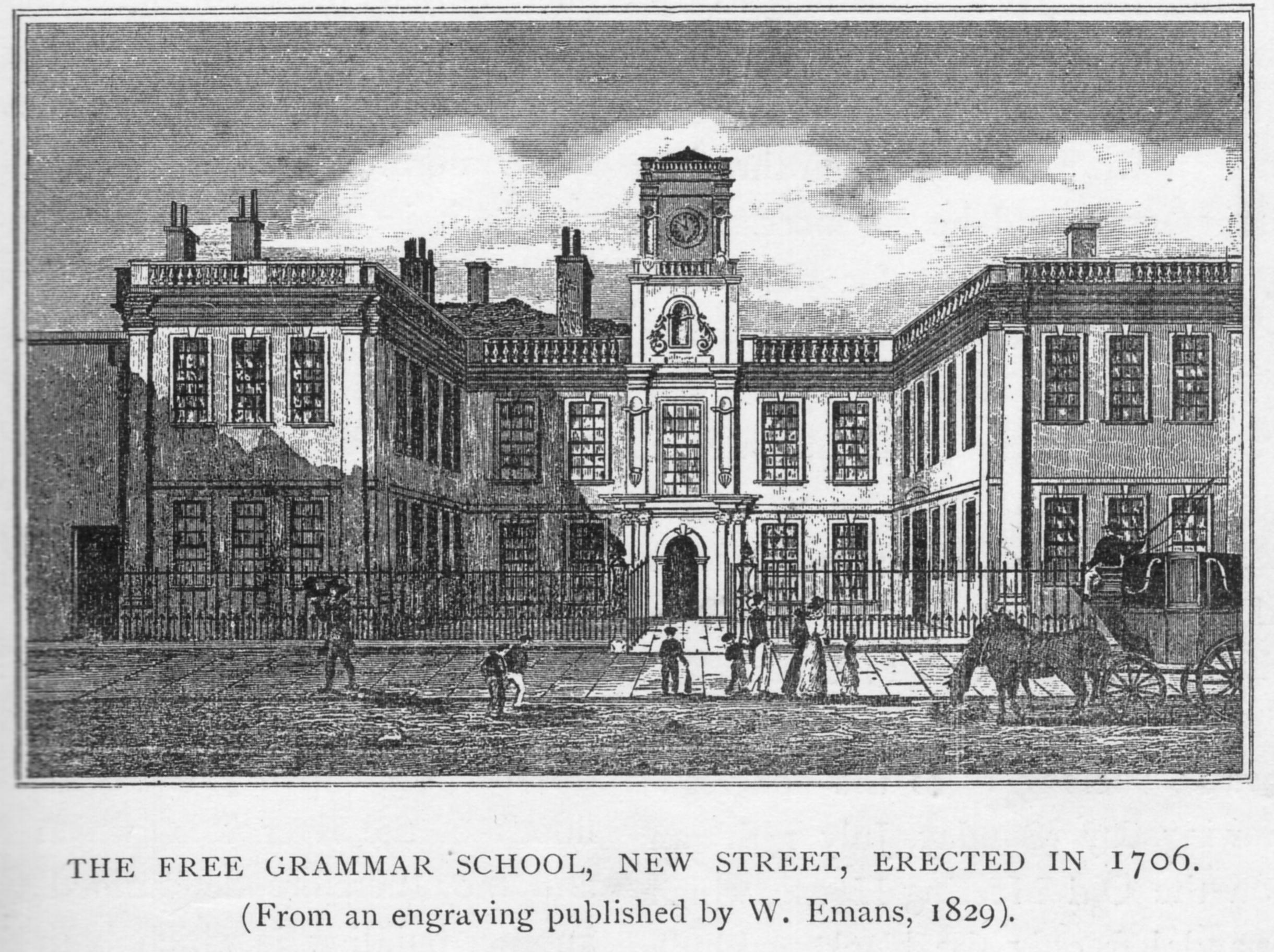
Grammar school в Бірмінгемі при її відкритті в 1706 р. (гравюра 1829 року).

Школа грамоти (англ. grammar school) —  в різних країнах, ступінь руху до  грамотності і освіти, складова частина системи  народної освіти.
- У Великій Британії - 1)  іст.  Школа класичної граматики, лат. scolae grammaticales; термін з'являється до XIV століття на латині, якою і навчали в цих школах; 2)  сучас.англ.  Grammar school - звичайна (середня)  школа, що має спільне з «класичною гімназією» (якою вона була в XIX столітті) тільки за назвою.
- В  Російській імперії - назва початкових шкіл, організованих аж до кінця XIX століття в порядку особистої ініціативи (іноді незважаючи на відому протидію зверху). До кінця століття школи грамоти отримують правову основу, і являють собою 1-2-річні школи. З підпорядкування різних відомств і приватних осіб їх в 1891 році передають Синоду [1]. Програма обмежувалася заучуванням молитов, початками читання, письма та рахунку. Після 1917 ліквідуються в контексті відділення школи від церкви.
- В СРСР у 1920-і рр. школами грамоти (або школами грамотності) називали 1-2-річні пункти і школи ліквідації неписьменності (лікбезлікпункти) [2].